# Abadia de Saint-Savin-sur-Gartempe
A Abadia de Saint-Savin-sur-Gartempe é uma igreja localizada em Saint-Savin-sur-Gartempe, em Poitou, França.

## Descrição

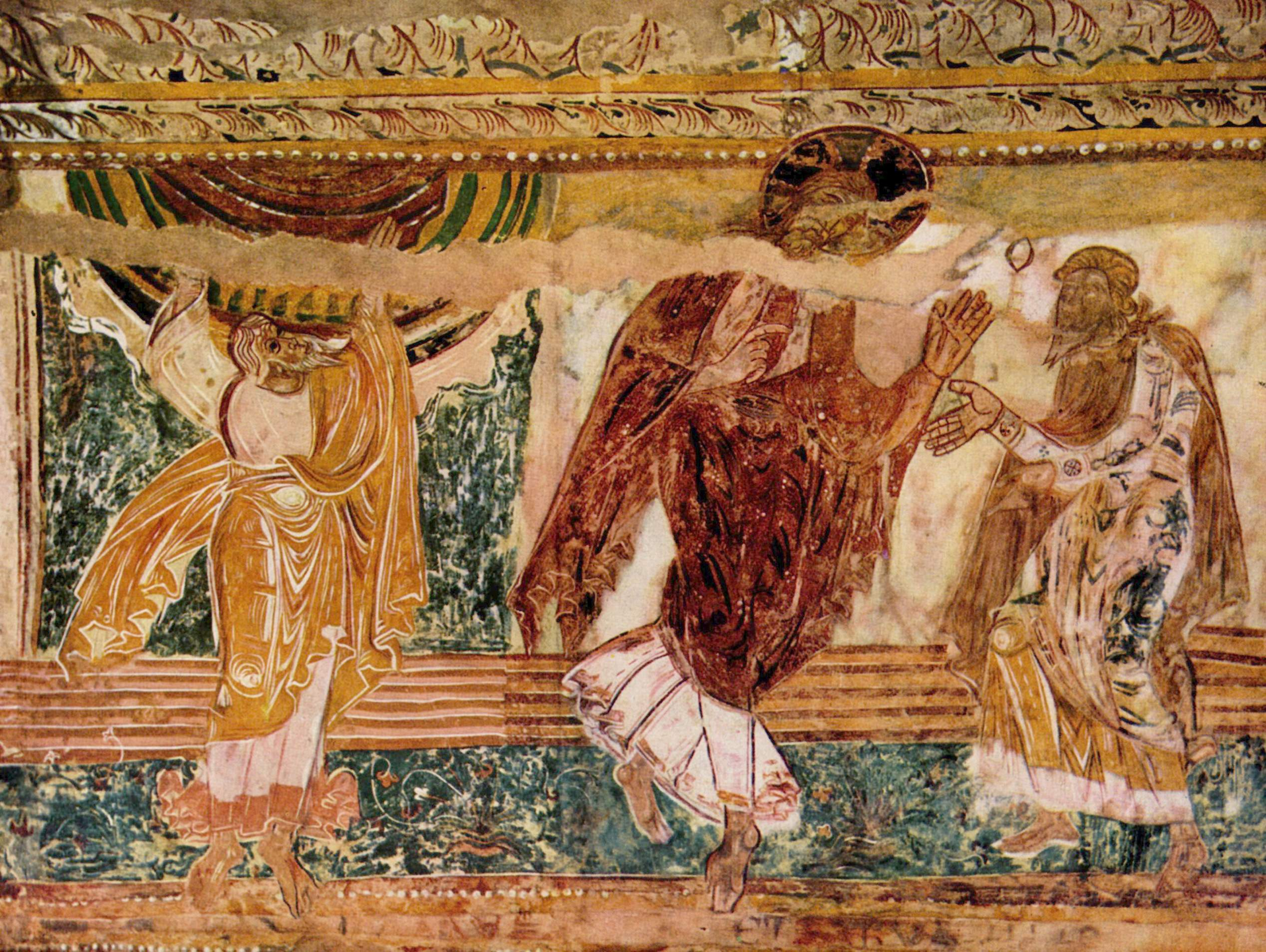
Mural românico do Século XII "Deus falando a Noé".

A igreja românica começou a ser construída em meados do Século XI e contem murais muito belos dos Séculos XI e XII, que encontram-se em ótimo estado de preservação. É Patrimônio Mundial da UNESCO desde 1983.
A igreja de arquitetura cruciforme possui uma torre sobre seu cruzeiro. O transepto foi construído primeiro, depois o coro com seu deambulatório com cinco capelas radiais em uma abside poligonal. A próxima construção, três baias da nave foram adicionadas, a torre do sino e finalmente, as últimas seis baias da nave. A torre do sino é acabada com uma espira fina de pedra de mais de 80 metros de altura, adicionada no Século XIV e restaurada no Século XIX.
A nave abobadada é suportada por uma coluna em capitel.
Abaixo da igreja está a cripta dos lendário mártires, os irmãos São Savin e São Cipriano, e também conta com afrescos das vidas de ambos.